# Конзона 1 (Палермо)
Конзона 1 је насеље у Италији у округу Палермо, региону Сицилија.
Према процени из 2011. у насељу је живело 372 становника. Насеље се налази на надморској висини од 181 м.